# GeSoLei

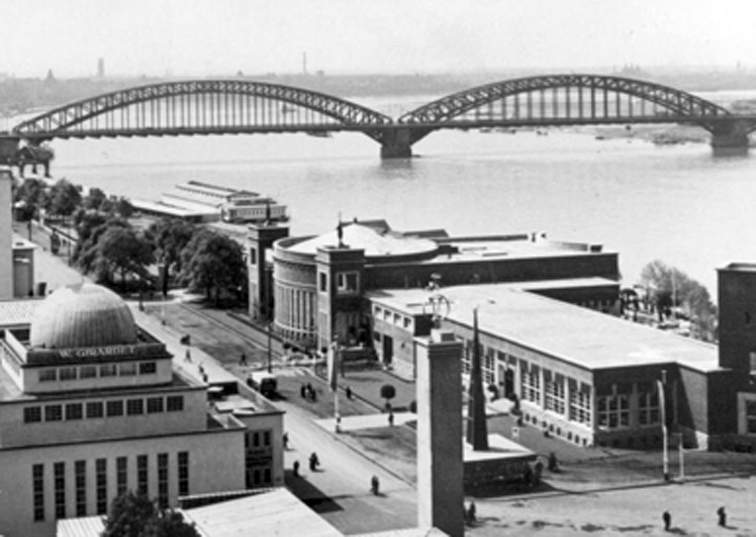

Le Salon de la santé, de la protection sociale et de l'éducation physique de Düsseldorf, en allemand dénommé « GeSoLei », acrosylbe de Gesundheitspflege, soziale Fürsorge und Leibesübungen, s’est déroulé entre le 8 mai et le 15 octobre 1926. Il a accueilli 7,5 millions de visiteurs et fut, avec 400 000 m2 de surface d'exposition, le plus grand salon d'exposition de la République de Weimar. Ses objectifs politiques et sociaux étaient la formation de « nouveaux hommes actifs » (neuen leistungsfähigen Menschen).

## Emplacement

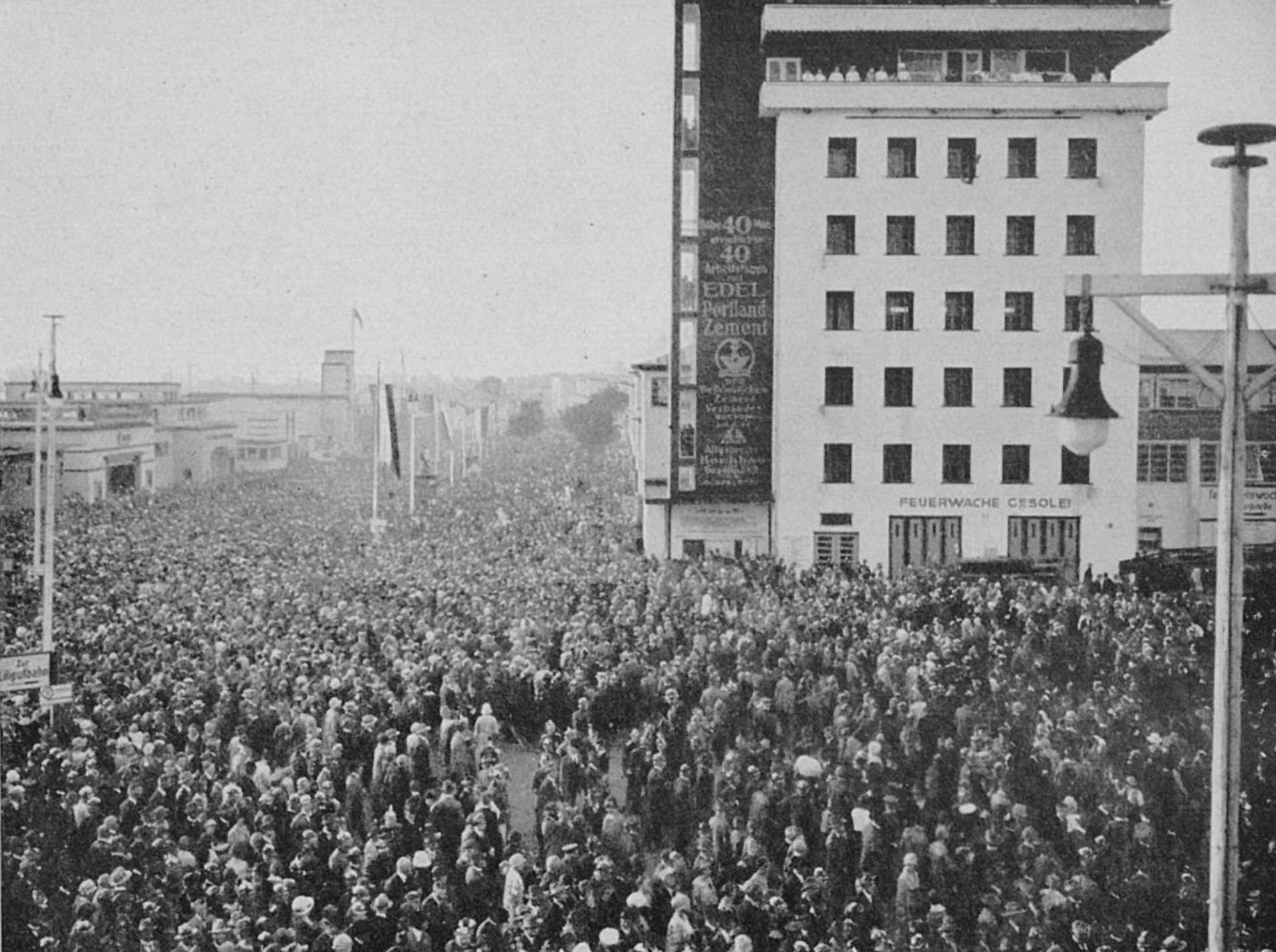
L'exposition connut une forte affluence.

L'exposition s'est déroulée sur les places de foire traditionnelles de Pempelfort et de Golzheim, où dès 1902 s'était tenue la première foire internationale de Düsseldorf, l'Exposition de l'Industrie, du Commerce et des Beaux-Arts, puis la foire de la Mode (IGEDO). Non loin de là, on trouve les jardins du Rheinpark (dont il avait fallu rehausser les digues en 1925 pour protéger la GeSoLei des crues), la Foire Internationale de Düsseldorf et l’aéroport.

## Visée et thèmes
Cette exposition était empreinte d'un regain d'optimisme, lié au rebond économique de l'économie rhénane et au rétablissement général de l'économie allemande vers le milieu des années 1920 (politique de Gustav Stresemann, introduction du Rentenmark, application du plan Dawes). Le choix des thématiques de la santé et de l'hygiène publique est dû au pédiatre Arthur Schloßmann, bénéficiant du soutien massif des industriels de la chimie de Düsseldorf et des mécènes, ainsi que du président de la Chambre de Commerce et d'Industrie, le conseiller Carl Rudolf Poensgen. La médaille d'or de la GeSoLei a été attribuée à l’historien de la Médecine Wilhelm Haberling, organisateur de l'exposition « 2000 ans de médecine en Rhénanie » et concepteur d'une « Galerie d'honneur des naturalistes et médecins rhénans. » La conseillère scientifique de la manifestation fut, de 1925 à 1927, le Dr Marta Fraenkel. L’Exposition comportait quatre grands thèmes :
- hygiène quotidienne
- Sport
- Santé et sécurité au travail
- Génétique

60 % des terrains étaient aménagés en parc d'attraction : les Allemands y découvrirent les premières autos-tamponneuses.

## Architecture

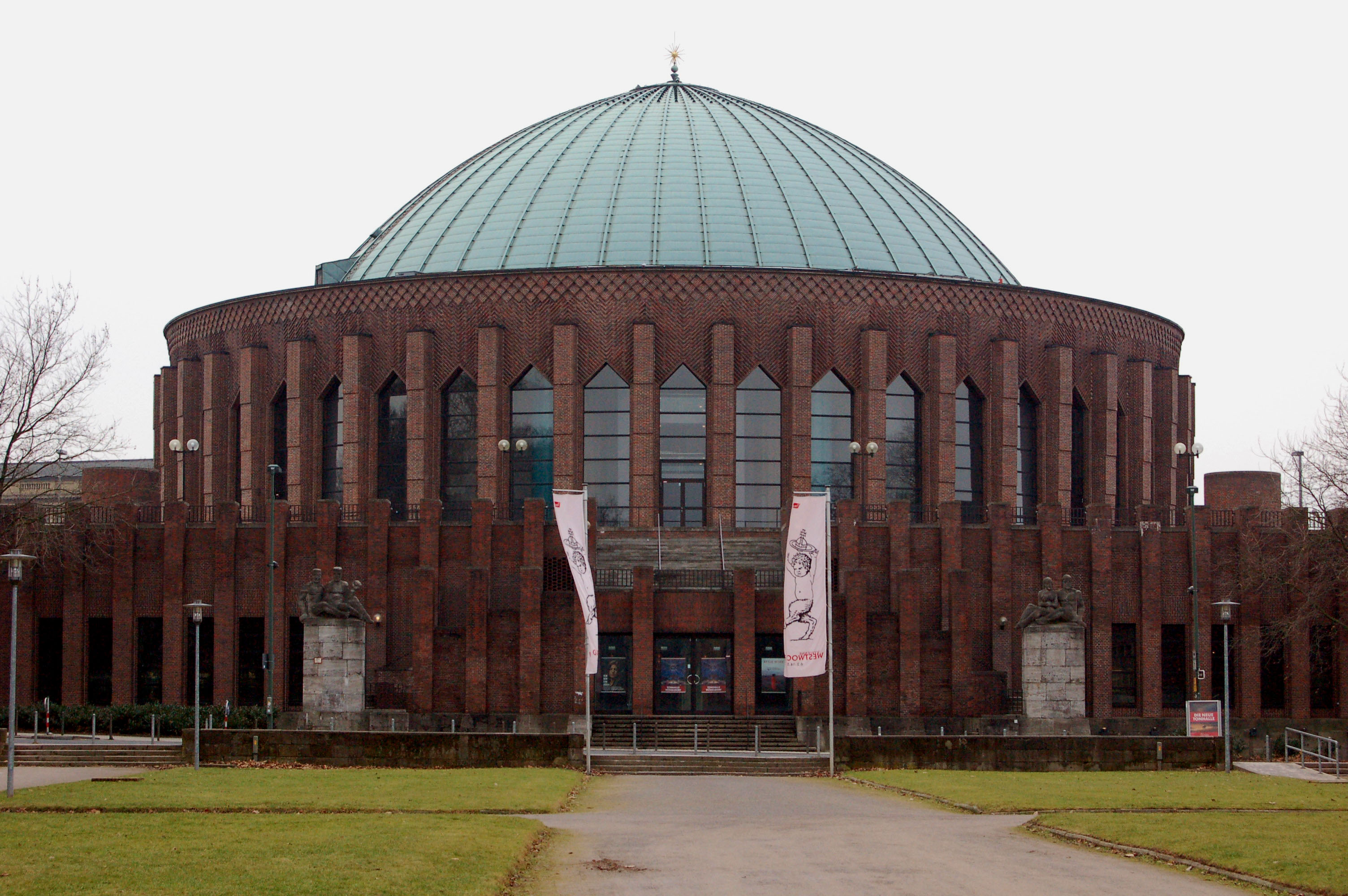
La salle de concert de Düsseldorf, vue depuis la cour d'honneur

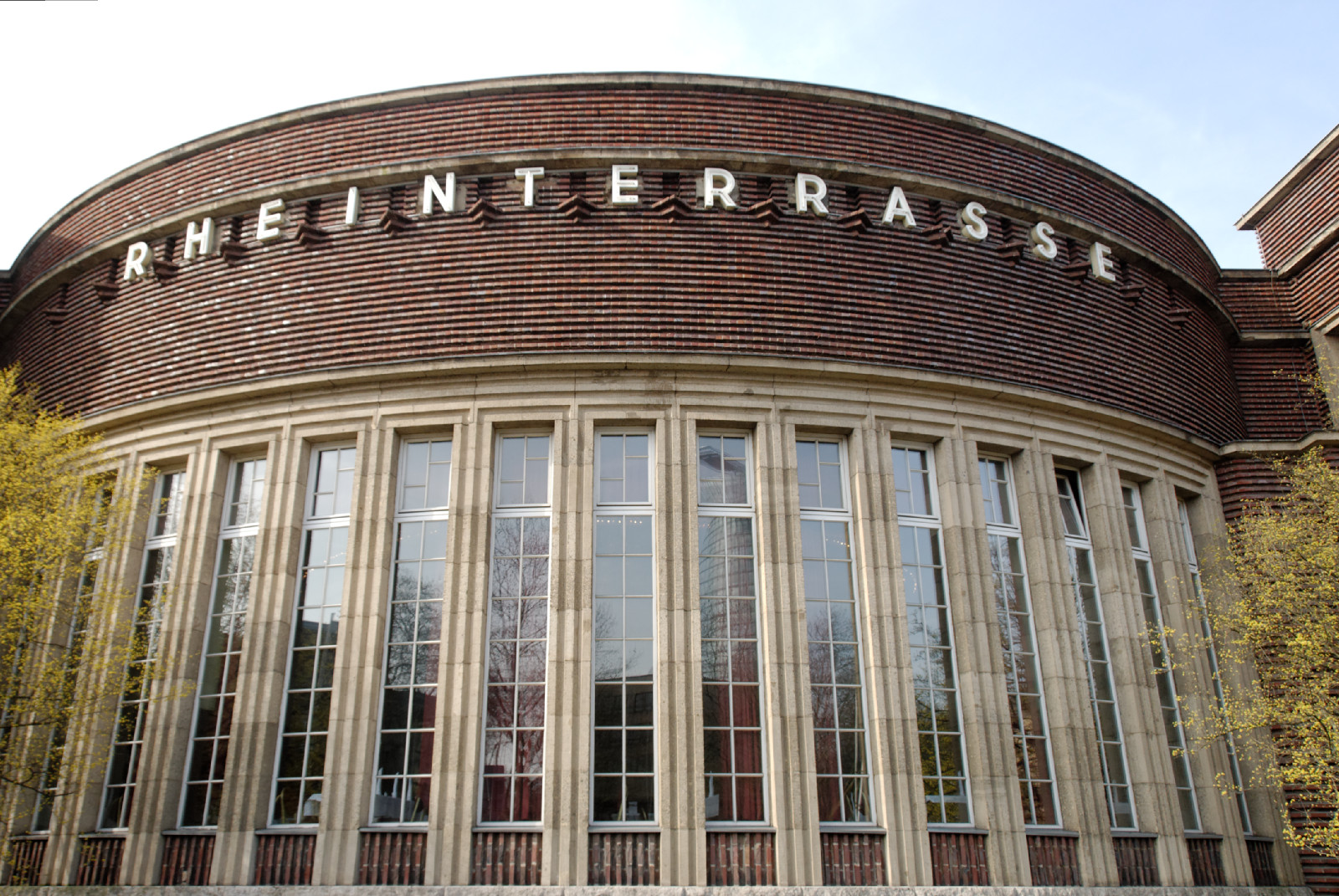
La Rheinterrasse.

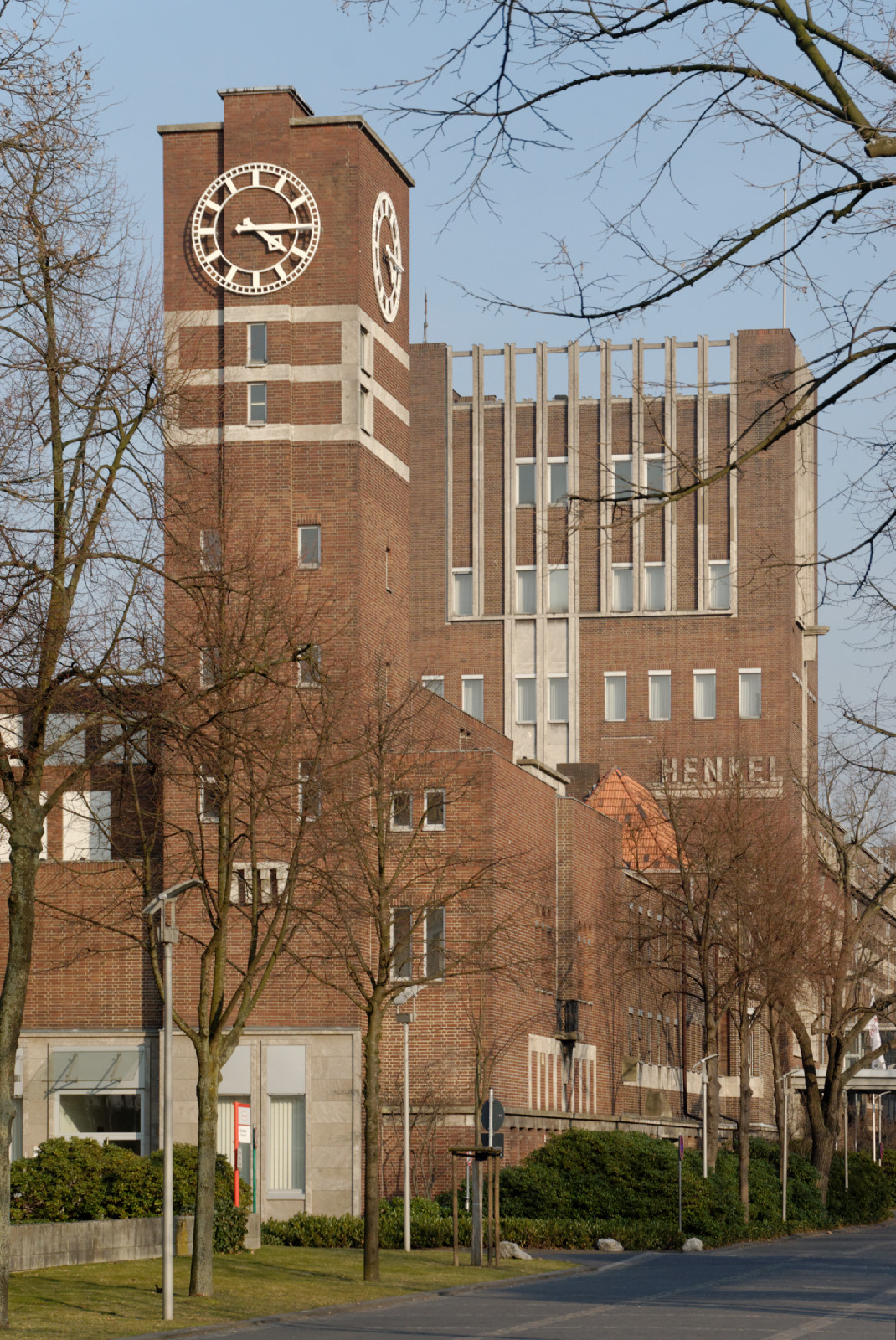
Le siège social des industries pharmaceutiques Henkel (dans le quartier Holthausen).

L'architecte en chef du projet était Wilhelm Kreis (1873–1955), à la tête de 20 architectes chargés chacun d'un bâtiment particulier. Le secteur de la construction de Düsseldorf ne doit pas seulement son essor aux audaces de Wilhelm Kreis, mais aussi au grand nombre de maisons et d'appartements-témoins conçus rationnellement selon les canons les plus modernes de l'hygiène et de la propreté. À la clôture de l'exposition, les pavillons permanents construits par Kreis furent convertis en musées et restaurants ; les autres édifices n'étaient pas destinés à survivre à la manifestation. Plusieurs pavillons avaient été dessinés par les plus éminents architectes de la République de Weimar : Max Taut et Peter Behrens. Ainsi :
- L'actuelle Tonhalle, qui était au départ une salle polyvalente abritant le planétarium Rheinhalle, est l’œuvre personnelle de Wilhelm Kreis (Düsseldorf/Dresde), et comporte des mosaïques d’Heinrich Nauen. Ce n'est que depuis 1979 qu'elle est devenue une salle de concert,
- La Cour d'honneur (Ehrenhof) – sur laquelle ont été édifiés le Museum Kunstpalast, l'ancien musée des arts décoratifs et la galerie municipale des Beaux-Arts, le Forum rhénan de la Culture et de l’Économie (depuis 1998) a été aménagée par Wilhelm Kreis pour le compte du Kunstpalast,
- La Rheinterrasse de Düsseldorf était un café-restaurant de luxe, offrant un panorama sur les berges du Rhin ; c'est aussi une œuvre de Wilhelm Kreis. Le bâtiment est devenu une salle d'expositions et d'événements.
- La « crèche Vasenol », centre de pédiatrie modèle, destinée à promouvoir les principes fondamentaux de la pédiatrie, sous les auspices de l'Association Patriotique des Femmes de Düsseldorf[1], a été conçue par l'architecte Karl Ackermann (ou, selon d'autres sources, par Eduard Lyonel Wehner); la direction de la crèche était assurée par Erna Eckstein-Schlossmann, épouse d’Albert Eckstein, directeur de la clinique pédiatrique de Düsseldorf et professeur titulaire de pédiatrie depuis 1935.
- Le pavillon des industries Henkel, dite salle GeSoLei, a été dessiné par Walter Furthmann et a été reconstruit en 1927, au no 67 de la Henkelstrasse à Düsseldorf-Holthausen, pour former le siège social de la Société Henkel.

## Arts
La Gesolei avec sa cour d'honneur et les jardins de Rheinpark, ont permis à la ville de Düsseldorf de se faire une nouvelle réputation de ville d'art. Wilhelm Kreis, le constructeur de la Maison Wilhelm Marx, imagina l'architecture de la cour d'honneur et de ses édifices. Les mosaïques et la verrière ont été réalisées par Heinrich Nauen et Jan Thorn Prikker ; les statues, par Bernhard Sopher, Ernst Gottschalk, Carl Moritz Schreiner et Arno Breker. Dans la rotonde du planétarium, on pouvait admirer les tableaux de jeunes peintres de Düsseldorf : Walter Ophey, Arthur Erdle, Werner Heuser, Jankel Adler, Hermann Hundt, Arthur Kaufmann, Carl Cürten, Heinz May, Adolf Uzarski et Bernhard Gobiet.

## Publications
En raison de sa thématique médico-hygiéniste, la Gesolei s'est accompagnée d'une multitude de publications : entre l'été 1925 et l'été 1926, les librairies diffusaient un journal et une revue intitulés „Gesolei“, aux articles principalement socio-politiques. Le réalisateur et cinéaste expérimental Walter Ruttmann a tourné au cours de l'hiver 1925-26 un dessin animé de 3 minutes pour l'exposition : Der Aufstieg avec Lotte Lendesdorff et Julius Pinschewer qui a créé le personnage de Deutscher Michel.

## Critiques
Plus que l'exposition elle-même, c'est l’abréviation, inhabituelle à l'époque, par laquelle on la désignait : GeSoLei , qui fit le plus réagir ses contemporains ; car comme le relevait déjà le magazine viennois Phoenix, c'est « un mot qui sonne comme le mot « ânerie » (Eselei), et achève de défigurer le langage. » L'écrivain Ludwig Finckh reçut au mois d'avril 1925 une demande de la Commission régionale pour l'éducation à la santé, le priant de rédiger un éditorial mais, irrité, il ne trouva à répondre que ceci : « Je dois à présent vous avouer ma profonde indignation: mon sens de la Culture y renonce. Et je me vois réduit à vous demander : que signifie Gesolei? Sans doute, je serais heureux de contribuer si je savais ce que cela veut dire... » Le Kölnische Volkszeitung qualifia cette abréviation de « tout-à-fait inopportune » (ein total unglückliches Wort), et le München-Augsburger Abendzeitung la trouvait « irréfléchie et de mauvais goût » (gedanken- und geschmacklos). Dans les Ärztlichen Mitteilungen (revue médicale) du 7 novembre 1925, un médecin déclarait : « Un nom aussi stupide devrait être mis au pilori […] » et Oskar Streicher, dans le Bulletin des Associations Germanophones, la trouvait monstrueuse (Scheusal).

## Voir également
- « Ausstellungsprojekt GeSoLei und die Folgen », HHU-Magazin, no 8,‎ 2002, p. 12 (lire en ligne [PDF-; 1,96 MB])
- Ulrich Bücholdt, « Les édifices de GeSoLei »
- Le fonds Eckstein des archives universitaires de Düsseldorf (format PDF)
- « Gesolei », sur Geschichtsbuch des Paritätischen Gesamtverbandes, Berlin (consulté le 26 juillet 2009)
- Manes Meckenstock, « Dorfgeschichten: Die GeSoLei sur center.tv », sur YouTube (2:29 min)